# Suicide Island
Suicide Island (自殺島, Jisatsutou) est un seinen manga écrit et illustré par Kōji Mori. Il est prépublié entre novembre 2008 et août 2016 dans le magazine Young Animal de l'éditeur Hakusensha et publié en un total de dix-sept volumes reliés. La version française est éditée par Kazé en autant de volumes sortis entre novembre 2011 et décembre 2017.
Le tirage total du manga au Japon s'élevait à 1,5 million d'exemplaires en octobre 2012.
Une série dérivée intitulée Muhōtō (無法島) est également prépubliée dans le Young Animal entre février 2019 et juillet 2022 et publiée en un total de six volumes reliés.

## Synopsis
De jeunes gens ayant tenté de se suicider se réveillent vivants, à leur surprise, sur une petite île isolée, « Suicide Island ». Ils y ont été bannis par le gouvernement japonais, avec pour seule instruction de ne pas quitter ses alentours.
Sei, personnage central de l'intrigue, et les autres exilés devront faire le choix entre mourir et assurer leur survie, sur cette île où n'existe aucune loi. N'ayant accès qu'à quelques commodités abandonnées, ils devront subvenir par eux-mêmes à leurs besoins essentiels, par la pêche ou la chasse.

## Manga
Suicide Island (自殺島, Jisatsutou) est un seinen manga écrit et illustré par Kōji Mori. Il est prépublié dans le magazine Young Animal de l'éditeur Hakusensha entre novembre 2008 et août 2016 et publié en un total de dix-sept volumes reliés sortis entre août 2009 et octobre 2016.

Logo original du manga.

La version française est éditée par Kazé en autant de volumes sortis entre novembre 2011, et décembre 2017.
Une série dérivée intitulée Muhōtō (無法島) est également prépubliée dans le Young Animal entre février 2019 et juillet 2022 et publiée en un total de six volumes reliés sortis entre septembre 2019 et septembre 2022.

### Liste des chapitres

#### Muhōtō
| no | Japonais          | Japonais          |
| no | Date de sortie    | ISBN              |
| -- | ----------------- | ----------------- |
| 1  | 27 septembre 2019 | 978-4-592-16501-9 |
| 2  | 27 mars 2020      | 978-4-592-16502-6 |
| 3  | 28 août 2020      | 978-4-592-16503-3 |
| 4  | 28 avril 2021     | 978-4-592-16504-0 |
| 5  | 29 mars 2022      | 978-4-592-16505-7 |
| 6  | 29 septembre 2022 | 978-4-592-16504-0 |